# Hadalageri, Muddebihal
Hadalageri là một làng thuộc tehsil Muddebihal, huyện Bijapur, bang Karnataka, Ấn Độ.